# Коллинз, Сесил
Джеймс Генри Сесил Коллинз (англ. Cecil Collins; 23 марта 1908, Плимут — 4 июня 1989, Лондон) — английский художник-визионер, в начале творческого пути испытывал влияние сюрреализма, а также творчества Уильяма Блейка.

## Биография
Родился в Плимуте, работал слесарем на фирме, находящейся в Девонпорте. С 1924-го по 1927 год учился в школе искусств Плимута. В 1927-м году Коллинз выиграл стипендию в Королевском колледже искусств, где он учился в течение четырех лет, после чего он выиграл приз Уильяма Ротенштейна.
В 1931-м году художник женился на Элизабет Рамсден, ученице Генри Мура. Брак явился поворотный моментом для Коллинза, направляя его художественные вкусы к духовным ценностям.

В 1935-м году в Лондоне, в галерее Блумсбери состоялась его первая персональная выставка. В следующем году две картины Коллинза экспонировались на Международной сюрреалистической выставке в Лондоне,
хотя позже он отверг определение себя как художника-сюрреалиста, отказался от рационального мира, но в то же время не разделял склонность к подсознательному и иррациональному. Несмотря на это, его картины можно трактовать в метафизическом смысле.

В 1959-м году в галерее Уайтчейпел в Лондоне состоялась большая ретроспективная выставка из 227-и работ художника.

С 1951-го по 1975 год преподавал в Центральной школе искусств. Одной из его учениц была скульптор и живописец Джинджер Гилмор.

В 1973-м году он завершил икону Божественного Света для алтаря собора в Чичестере.

В 1981-м году Радио BBC транслировало о нем программу в серии Беседы с художниками с Эдвардом Люси-Смитом в качестве ведущего.

В 1988-м году он был избран членом Королевской Академии художеств.

В 1989-м году состоялась ретроспективная выставка в галерее Тейт, которая окончательно утвердила его статус как художника, так и учителя.
В честь столетия со дня рождения Сесила Коллинза был создан портрет в виде мозаики, сложенной в виде слова, гласящей: «В празднование Сесила Коллинза — художника-визионера и педагога», который состоит из изображений почти ста человек, в том числе кураторов, галерейных работников, кинематографистов, писателей, критиков, музыкантов, друзей, коллег, моделей и студентов.

## Выставки
- 1935 — Галерея Блюмсбери, Лондон, Англия
- 1936 — Международная выставка сюрреализма — Новые галереи Барлингтона, Лондон, Англия
- 1942 — Музей изобразительных искусств, Толидо, США
- 1948 — Новые картины Сесил Коллинз — Галерея Лефевр, Лондон, Англия
- 1950 — Новые картины — Галерея Хеффер, Кембридж, Англия
- 1951 — Галерея Лестер
- 1953 — Общество художников росписи на стене
- 1953 — Музей Ашмола, Оксфорд
- 1954 — Художественный совет, Лондон
- 1956 — Галерея Лестер
- 1959 — Галерея Уайтчейпел, Лондон
- 1961 — Галерея Зигос, Афины, Греция
- 1964 — Международная выставка Карнеги, Питтсбург, США
- 1965 — Артур Тус и сыновья
- 1967 — Галерея Кран Кальман
- 1971 — Вклад Великобритании в сюрреализм — Галерея Хамет, Лондон, Англия
- 1972 — Ретроспективная выставка рисунков, картин, акварели, гуаши и живописи 1936—1968-х гг.
- 1981 — Новые работы — Энтони д’Оффей, Лондон, Англия
- 1981 — Эстампы Сесила Коллинза — Галерея Тейт, Лондон, Англия
- 1983 — Плимут, Центр искусств
- 1984 — Галерея Фестиваль, Алдебург
- 1988 — Последние картины — Энтони д’Оффей, Лондон, Англия
- 1989 — Галерея Тейт, Лондон